# Haywardella edmondsii
Haywardella edmondsii är en fjärilsart som beskrevs av Butler 1881. Haywardella edmondsii ingår i släktet Haywardella och familjen praktfjärilar. Inga underarter finns listade i Catalogue of Life.